# Jalapyphantes
Genre
Synonymes
- Palaeolinyphia Wunderlich, 1986

Jalapyphantes est un genre d'araignées aranéomorphes de la famille des Linyphiidae.

## Distribution
Les espèces de ce genre se rencontrent au Mexique et en Colombie.

## Liste des espèces
Selon World Spider Catalog (version 22.5, 18/07/2021) :
- Jalapyphantes cuernavaca Gertsch & Davis, 1946
- Jalapyphantes minoratus Gertsch & Davis, 1946
- Jalapyphantes obscurus Millidge, 1991
- Jalapyphantes puebla Gertsch & Davis, 1946
- Jalapyphantes tricolor Silva-Moreira & Hormiga, 2021

## Publication originale
- Gertsch & Davis, 1946 : Report on a collection of spiders from Mexico. V. American Museum novitates, no 1313, p. 1-11 (texte intégral).